# 平壤地铁DK4型电动客车
平壤地铁DK4型电动客车是平壤地铁的电动客车车款之一，现在已经退出运营。

## 简介
DK4型由中国大陸长春轨道客车生产，共112辆。列车外观与北京地铁DK2型和DK3型相似。自1973年开始在平壤地铁运营。在1998年，随着平壤地鐵D型電動車組和平壤地鐵Gl型電動車組列车的到来，DK4列车停止使用。部分几组列车则经过改造，开始运行于平义线。